# 海雷丁市鎮
43°36′N 23°40′E / 43.600°N 23.667°E
海雷丁市，是保加利亞的城鎮，位於該國西北部，由弗拉察州負責管轄，首府設於海雷丁，面積189.07平方公里，2011年人口5,001，人口密度每平方公里26.45人。